# Барон Ратдоннелл

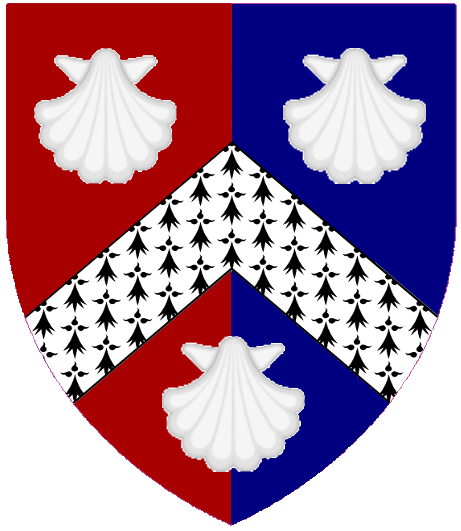
Герб баронів Ратдоннелл.

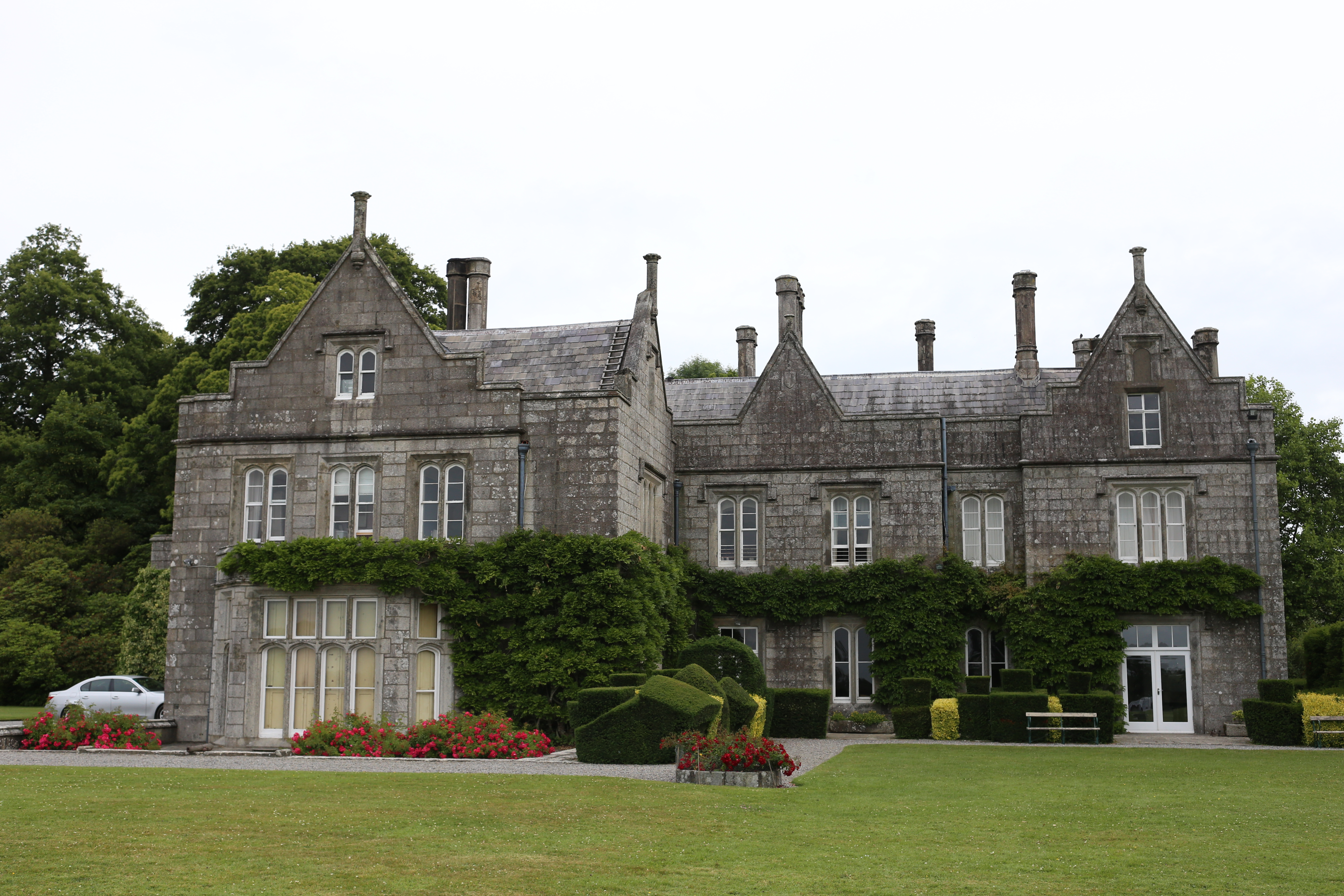
Ліснаваг-Хаус — резиденція баронів Ратдоннелл.

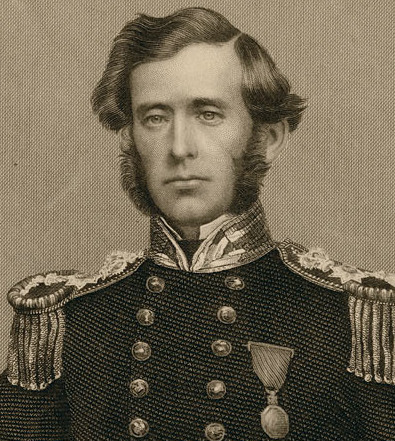
Сер Френсіс Леопольд МакКлінток (1819—1907).

Барон Ратдоннелл (англ. — Baron Rathdonnell) — аристократичний титул перства Ірландії.

## Гасло баронів Ратдоннелл
Virtute et labore — чесноти і праця (лат.) 

## Історія баронів Ратдоннелл
Титул барон Ратдоннелл з Ратдоннеллу, що в графстві Донегол був створений 21 грудня 1868 року для Джона МакКлінтока і для нащадків його померлого молодшого брата — капітана Вільяма МакКлінтока-Банбері, що був депутатом Палати громад парламенту і представляв графство Карлоу. Назва титулу була на честь селища Ратдоннелл, що біля селища Трентаг, що на північний захід від Леттеркенні. Баронство Ратдоннелл було останнім баронством, що було створено в перстві Ірландії. Джон МакКлінток був старшим сином Джона МакКлінтока — чиновника магістрату графства Лаут, військогового да тепутата Палати громад від Ірландії. Його матір'ю була Джейн — єдина дочка Вільяма Банбері, есквайра з Мойла. Джейн була сестрою Томаса Банбері, депутата від графства Карлоу. Джон МакКлінток був призначений Верховним шерифом графства Лаут у 1840 році і обраний депутатом парламенту округу Лаут у 1857 році, був депутатом до 1859 року. Пізніше він служив лорд-лейтенантом графства Лаут з 1867 року до своєї смерті в 1879 році. Лорд Ратдоннел був одружений з Енн Лефрой — сестрою сера Джона Генрі Лефроя, і вони жили міжв Драмкар, графство Лаут та в їхньому лондонському будинкку на Честер-сквер, 80. Шлюб був бездітним. Барон Ратдоннел також був дядьком дослідника Арктики сера Френсіса Леопольда МакКлінтока. Лорд Ратдоннел помер у травні 1879 року у віці 80 років.
Його змінив у баронстві відповідно до особливого залишку його племінник Томас МакКлінток-Банбері, який, зокрема, був лордом-лейтенантом графства Карлоу та президентом Королівського Дублінського товариства.
Титул успадкував його племінник, що став ІІ бароном Ратдоннелл. Він був депутатом Палати лордів парламенту в 1889—1929 роках як представник Ірландії. Він обіймав посаду лорд-лейтенанта графства Карлоу в 1890—1929 роках.
На сьогодні титул належить правнуку ІІ барона Ратдоннелл, що став V бароном Ратдоннелл, успадкував титул від свого батька в 1959 році.
Дослідник Арктики адмірал сер Френсіс МакКлінток був племінником І барона Ратдоннелл.
Історичною резиденцією баронів Ратдоннелл був Ліснаваг-Хаус, що поблизу Ратвіллі, графство Карлоу.

## Барони Ратдоннелл (1868)
- Джон МакКлінток (1798—1879) — І барон Ратдоннелл
- Томас Кейн МакКлінток-Банбері (1848—1929) — ІІ барон Ратдоннелл
- Томас Леопольд МакКлінток-Банбері (1881—1937) — ІІІ барон Ратдоннелл
- Вільям Роберт МакКлінток-Банбері (1914—1959) — IV барон Ратдоннелл
- Томас Бенджамін МакКлінток-Банбері (1938 р. н.) — V барон Ратдоннелл

Спадкоємцем титулу є син теперішнього власника титулу його світлість Вільям Леопольд МакКлінток-Банбері (1966 р. н.). Спадкоємцем спадкоємця є його син Томас Ентоні МакКлінток-Банбері (2011 р. н.).